# 캐슬린 가티

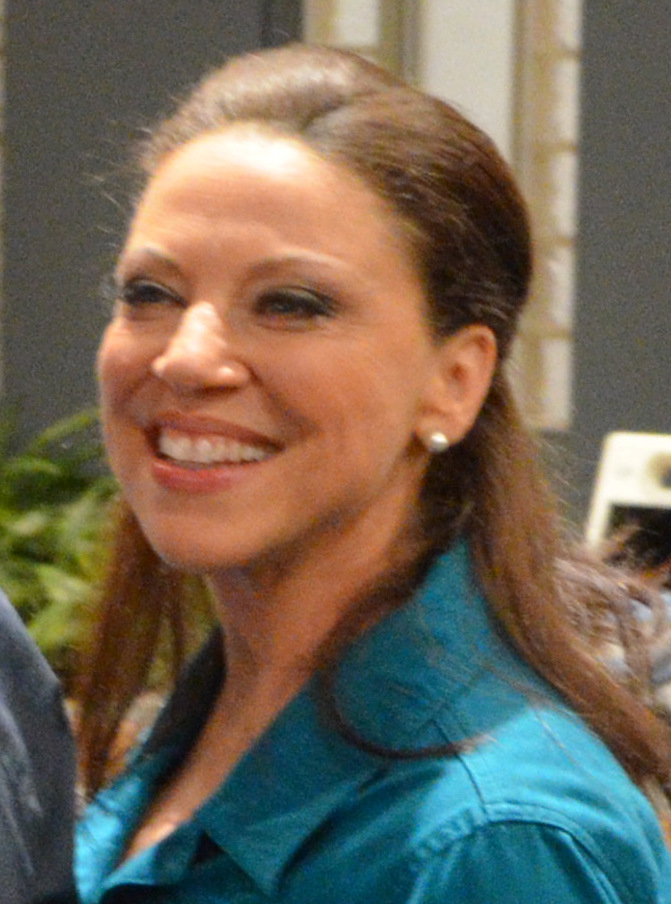

캐슬린 개티(Kathleen Gati, 1957년 8월 13일 ~ )는 캐나다의 배우, 영화배우이다.
캐나다에서 태어났다.

## 영화
- 애드버킷 (2013년)
- 보더라인 머더 (2011년)
- 리트레이스 (2011년)
- 리틀 버드 (2011년) - 샐리 헤론 역
- 미래는 고양이처럼 (2011년) - Dr. 스타라우스 역
- 트랜스포머 3 (2011년) - 러시안 바텐더 역
- 스페이스 비트윈 (2010년)
- 하우스 버니 (2008년)
- 트레이드 (2007년) - 아이리나 실라예브 역
- 나야, 엘로이즈 (2006년)
- 패밀리가 간다 (2006년)
- 인덕션 (2005년)
- 미트 페어런츠 2 (2004년)
- 이그비 고즈 다운 (2002년)
- 지그재그 (2002, Zig Zag)
- 할리우드 게임 (2001년)
- 제이콥의 거짓말 (1999년)
- CIA 솔저 (1995년)
- 할리퀸 - 역할 바꾸기 (1994년)
- 프랑켄후커 (1990년)
- 위험한 게임 (1987년)